# Le Clan des divorcées
 (juin 2013).
Le Clan des divorcées est une pièce de théâtre humoristique d'Alil Vardar. Deuxième pièce écrite par cet auteur, elle raconte l'histoire de trois femmes divorcées qui font de la colocation.
Les premières représentations ont lieu dans un petit café-théâtre toulousain à partir du 4 janvier 2004. Elles se poursuivent au festival d'Avignon avec six mois de prolongation. Depuis, la pièce a été vue par 3 millions de spectateurs dans différents cafés-théâtre de France.

## Personnages
Les divorcées
- Stéphanie d'Humily de Malanpry : c'est une bourgeoise qui vient de quitter un berger ardéchois et décide de changer de vie en partant s'installer à Paris dans un grand appartement de luxe. Elle cherche deux colocataires pour pouvoir partager les loyers. Elle va les trouver sous les traits de deux autres femmes divorcées.
- Brigitte Chabal : la rurale qui a divorcé depuis 9 ans d'avec un homme à cause de sa façon de « faire ses besoins » en laissant des gouttelettes sur les rebords des WC. Elle est représentée comme la plus cultivée des trois . Elle aime pas trop Mary

- Mary Bybowl : une anglaise un peu délurée qui vient de quitter plusieurs hommes (Dominique, Mamadou, le pompier…).

Les hommes
- Martin : un homme marié qui a lu l'annonce de Stéphanie d'Humily de Malanpry et qui lui propose de dîner ensemble dans un restaurant, sauf que sa femme empêchera ce dîner en rentrant du travail.
- Noël : un homme qui a lu l'annonce de Mary Bybowl et qui lui propose de dîner avec elle un soir.
- Philippe : un employé d'une centrale nucléaire qui a lu l'annonce de Brigitte Chabal et qui lui donnera rendez-vous dans une impasse.

## Télévision
France 4 décide de diffuser une captation en direct de la pièce jouée par Alil Vardar, Ève Angeli et Claire Gérard. La chaîne fait une audience record et diffusera la pièce de nombreuses fois.
La pièce est également adaptée en série télévisée sur Comédie+ en 2012 durant onze épisodes.